# カイギシズ・アタバエフ
カイギシズ・アタバエフ（Gaigïsïz Atabaev、1887年10月 - 1938年2月10日）は、トルクメン・ソビエト社会主義共和国の政治家、ソ連共産党員。

## 生涯
カフキンスキー郡メアナ村出身。父のタチ＝ゲオクは村長で、4人の妻を有した。母のバイヌルは、アフガニスタン高官の娘。1899年～1903年、テジェン市立土着ロシア人学校、1903年～1907年、タシケント教員セミナーで学ぶ。
1908年～1911年、メルヴ市のトフタムイシュク土着ロシア人学校講師、バハルデン土着ロシア人学校附属寄宿学校主任。1911年～1912年、バハルデン学校の講師、学校長に推薦されたが、「外人」ということで承認されなかった。抗議の印に退職した。1912年からペルシャ登記・貸付銀行メルヴ支店の事務員、主任簿記係補として働く。
1917年からメルヴ民族執行委員会委員、メルヴ郡食料委員会議長。1918年4月からメルヴ会議議員。同年10月、第6回トルケスタン会議代議員、タシケント市ノヴォゴロド義勇隊隊員。1919年2月、全連邦共産党（ボリシェヴィキ党党員、タシケント・ボリシェヴィキ党義勇隊隊員。同年4月からザカスピ戦線に赴き、6月、ザカスピ戦線革命軍事会議政治課に送られる。同年8月からメルヴ郡執行委員会副議長。1919年11月～1920年7月、アシハバード州革命委員会副議長。
1920年、トルケスタン共産党アシハバード州委員会委員、トルケスタン自治ソビエト社会主義共和国副土地分配人民委員。同年7月～8月、土地分配委員。9月からトルケスタン共産党中央委員会委員、執行委員会委員。1920年9月～1922年10月、トルケスタン自治ソビエト社会主義共和国人民委員会議議長。1920年10月からフェルガナ州革命軍事会議議長。
1922年10月、報告のためにモスクワに召喚されたが、全ポストから解任され、モスクワに留めおかれた。1922年11月～1923年6月、ロシア・ソビエト連邦社会主義共和国民族人民委員部参事。1923年～1924年、ブハル共和国人民委員会議副議長、ブハル共産党中央委員会執行局員。1924年11月からトルクメン・ソビエト社会主義共和国革命委員会委員。1925年1月～1937年、トルクメン人民委員会議議長。
1937年7月2日、ソ連中央執行委員会の会議出席のために、ネディルバイ・アイタコフと共にモスクワに赴く。モスクワで逮捕された同志を弁護しようとしたが、ラーザリ・カガノーヴィチに宥められた。7月9日、逮捕。8月3日、「人民の敵」として党から除籍された。11月、モロトフ、スターリン、ヴォロシーロフ、カガノーヴィチ、ジダーノフは、アタバエフを裁判にかけることを承認した。
1938年2月8日、民族主義テロ組織への参加の嫌疑で死刑を言い渡される。2月10日、銃殺。
1956年、名誉回復。